# 小行星21557
小行星21557（21557 Daniellitt）是一颗绕太阳运转的小行星，为主小行星带小行星。该小行星于1998年8月24日发现。

## 轨道参数
小行星21557的轨道半长轴为3.0027897 UA，离心率为0.065。